# Glinojeck
Glinojeck é um município da Polônia, na voivodia da Mazóvia e no condado de Ciechanów. Estende-se por uma área de 7,37 km², com 3 064 habitantes, segundo os censos de 2016, com uma densidade de 415,7 hab/km².